# 아네모네
아네모네(영어: Anemone)는 지중해가 원산지인 미나리아재비과의 꽃이다.
미나리아재비과의 식물로 아네모네라는 이름은 '바람'을 뜻하는 그리스에서 왔다. 보통 150종이 넘는 바람꽃속 식물 전체를 가리키며, 가장 널리 알려진 아네모네는 우드아네모네이다. 서늘한 기후를 좋아하므로 9-10월에 알뿌리를 심는다. 심을 때는 축축한 모래나 버미큘라이트 위에 알뿌리를 놓고 천천히 물을 뿌리면서 심는다. 화단에 심을 때는 뿌리가 잘 자란 모를 깊이 3cm쯤으로 하여 10cm 간격으로 심는다. 화분에 심을 때는 먼저 물이 잘 빠지고 유기질이 풍부한 흙에 심는다.
거름은 화분이나 화단 모두 지효성 거름을 밑거름으로 주고, 자라기 시작하면 인산과 칼륨이 많은 거름을 한 달에 한 번쯤 준다. 질소질 거름은 많이 주지 않아야 한다. 꽃은 파란색, 붉은색, 자주색 꽃이 피며 우리나라에서는 바람꽃, 꿩의바람꽃, 외대바람꽃 등이 자생하고 있으며, 원예용으로는 외국산 아네모네를 주로 심는다. 4-5월에 피었던 꽃이 시들고 6월쯤 되면 잎이 마르는데 이 때 알뿌리를 캐서 그늘에 말려 저장한다.